# Tawakoni Indijanci
Tawakoni.- Pleme američkih Indijanaca porodice Caddoan i ogranak Indijanaca Wichita, naseljeni kasnih desetih godina 18. stoljeća na na donjem toku rijeke Canadian u Oklahomi gdje ih 1719. nalazi Jean Baptiste Bénard de la Harpe. S područja Canadiana Tawakoni i srodna plemena su potisnuti prema jugu, sve do u Teksas, gdje ih u 18. stoljeću nalazimo u krajevima oko današnjih gradova Waco i Palestine. Godine 1753. Tawakoni su se urotili s Hasinaima protiv Španjolaca u istočnom Teksasu, a ulaze i u savez s plemenom Taowaya te 1758. napadaju na misiju Santa Cruz de San Sabá. Kasnije se o njima čuje 1772., 1778. i 1779. kada u posjetu njihovim selima dolazi Athanase de Mézières. Juan Agustín Morfi locira 1781. selo Quiscat na desnoj obali rijeke Brazos u Teksasu, ali ono po svoj prilici pripada plemenu Kichai. Tawakoni s Teksasom potpisuju ugovor 1843. i sa Sjedinjenim Državama 1837. i 1856., da bi 1859. bili protjerani iz Teksasa na područje Oklahome gdje su se ujedinili s Wichitama. 
Brojno stanje Tawakona iznosilo je 1700. oko 1,000 a 1859 izbrojano ih je svega 204. U kasnijim vremenima više se ne popisuju posebno. Potomci im i danas žive u Oklahomi zajedno s Wichita i Waco Indijancima. 

## Vanjske poveznice
- Tawakoni Indian Tribe
- The Tawakoni Indians